# Stanley Proto
Stanley Proto, comúnmente conocida como Proto (llamada en el pasado Plomb), es una empresa estadounidense de herramientas manuales e industriales. Es una división de Stanley Black & Decker. La compañía es mundialmente conocida por ser la creadora de la llave de combinación.

## Historia
Proto fue fundada en 1907 por Alfonso Plomb, Weninger Jacob, y Charles Williams como Tool Company Plomb, en un pequeño taller de herrería donde se hacían cinceles; dicho taller se  localizada en la ciudad en Los Ángeles, California. En la década de 1930, Plomb crea la primera llave de combinación.
Plomb adquirió un número de empresas durante la década de 1940, incluyendo Herramienta Cragin de Chicago, Illinois en 1940, P & C Herramienta de Oregon en 1941, Penens herramienta de Cleveland, Ohio en 1942, y JP Danielson de Jamestown, Nueva York en 1947.
En 1946, Plomb fue demandado por otro fabricante de herramientas: Fayette R. Debido a dicha demanda por la violación de patentes de marca Plomb, Inc se convierte en  una marca de herramientas de mano llamada Cooper. Para 1948 la compañía comenzó a fabricar sus herramientas con el nombre de Proto, fabricando cajas de herramientas y herramientas profesionales. En 1957, la empresa comenzó a funcionar como una subsidiaria de Industrias Pendleton.
En 1964, Proto fue adquirida por Ingersoll Rand, y posteriormente en 1984, fue adquirido por Stanley y se convirtió en Stanley Proto Herramientas Industriales.